# Chapinería
Chapinería település Spanyolországban, Madrid tartományban. Chapinería Aldea del Fresno, Colmenar del Arroyo, Navas del Rey és Villamantilla községekkel határos. Lakosainak száma 2642 fő (2024).

## Népesség
A település népessége az utóbbi években az alábbiak szerint változott:
| Lakosok száma | 1439 | 1726 | 1917 | 2061 | 2145 | 2140 | 2225 | 2328 | 2512 | 2642 |
|               | 2001 | 2004 | 2007 | 2009 | 2012 | 2014 | 2017 | 2019 | 2022 | 2024 |